# Zàuiya de Sidi Ben Slimane al-Jazuli
La Zàuiya de Sidi Mohammed Ben Slimane al-Jazuli (també anomenada Zàuiya de Sidi Ben Slimane al-Jazuli o Zàuiya al-Jazulia, entre altres) es troba a Marràqueix, al Marroc. Es troba al voltant de la tomba de l'erudit musulmà (ulema) del segle XV i sant sufí Mohammed al-Jazuli (també conegut com a imam al-Jazuli, nom complet: Abū 'Abdullah Muḥammad ibn Sulaymān ibn Abū Bakr al-Jazūli al-Simlālī).

## Context històric
Al-Jazuli és una figura important en la història del sufisme marroquí. Va viure en una època en què els moviments sufís autòctons omplien l'absència de lideratge polític contra la pressió exercida per les forces portugueses i espanyoles al Marroc. Originari de la regió de Sus al-Aksa, al sud del Marroc, passà molt de temps a Fes, on va escriure la seua obra més famosa, el Dala'il al-Khayrat, i va tenir una influència enorme i considerable en les zàuiyes i els seus seguidors arreu del país. Va morir a prop d'Essaouira el 1465 i l'enterraren al poble d'Afoughal.
Més tard, els primers sadites, també de la regió de Souss, van ajuntar-se amb els partidaris d'al-Jazuli per establir el seu poder polític al sud del Marroc. Així, quan Àhmad al-Àraj (fundador de la dinastia sadita) es va traslladar a Marràqueix al 1521, organitza el trasllat del cos d'al-Jazuli a la ciutat imperial el 1523-24 simultàniament amb el del seu propi pare (que havia estat soterrat a prop d'al-Jazuli el 1517). Els sadites van construir un conjunt religiós i una mesquita al voltant del nou mausoleu.
Després del regnat de Mahàmmad aix-Xaykh (germà d'Ahmad, que el va destronar), la dinastia es va distanciar dels deixebles d'al-Jazouli. Malgrat això, al-Jazouli esdevingué un dels Set Sants de Marràqueix i la seua tomba fou una parada important per als pelegrins a la ciutat. Tot i que la mesquita del conjunt data de l'època sadita, la resta de la zàuiya ha estat sovint remodelada i restaurada al llarg dels segles, sobretot al s. XVIII.

## Arquitectura i estructura

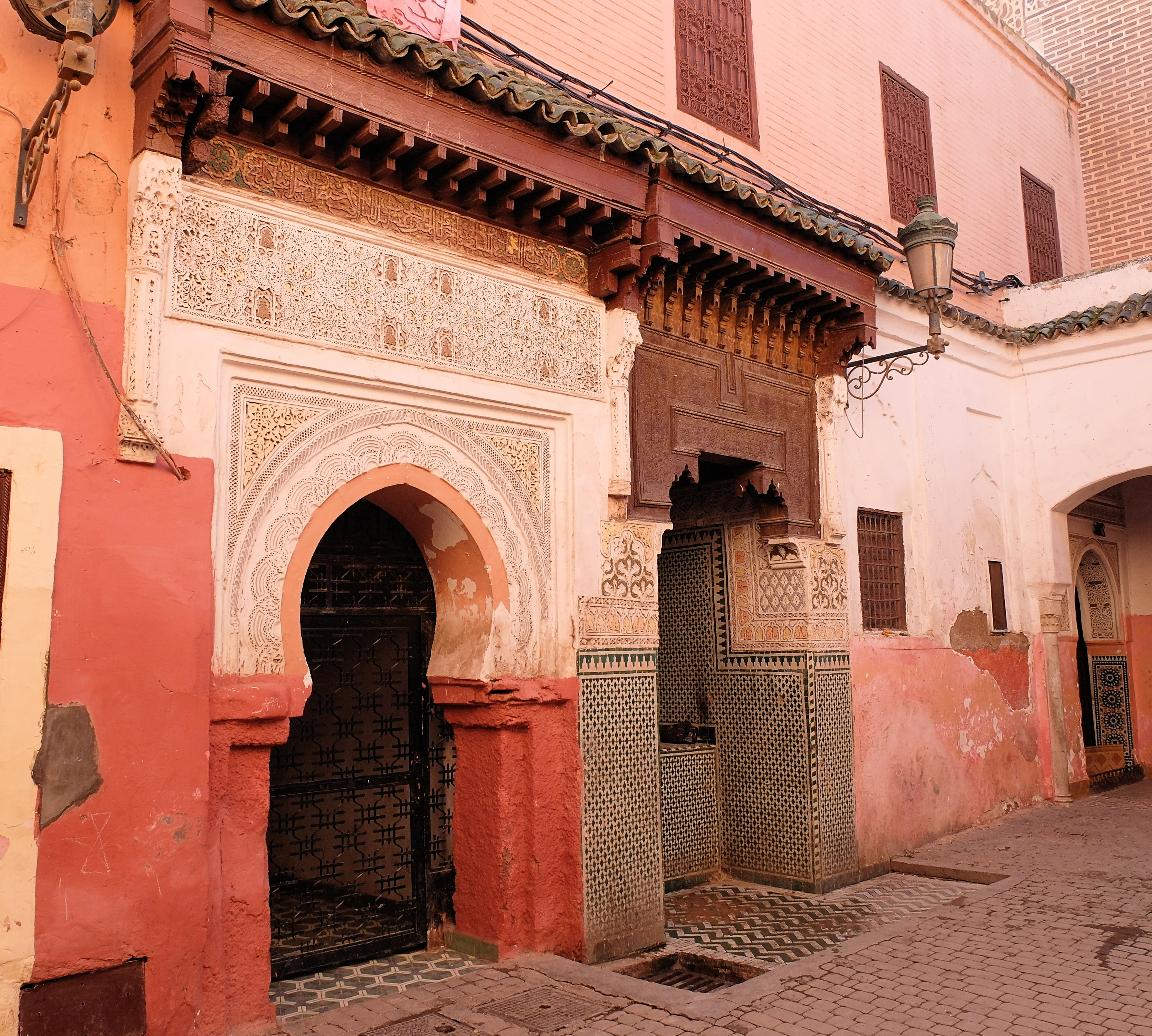
Una de les principals entrades a la zàuiya amb una font a la dreta. La decoració té estuc incisat, una cornisa de fusta tallada i panells de zellige

### El conjunt format per la mesquita i el mausoleu
La zàuiya forma un conjunt d'estructures que ofereixen serveis. L'arquitectura és semblant a altres conjunts religiosos sadites de finals del segle XVI, com ara la Mesquita El Mouassin i la Bab Doukkala. El centre del conjunt està ocupat per una mesquita de planta rectangular que abraça un pati quasi quadrat (sahn) i una sala d'oració interior dividida en cinc naus per fileres d'arcs. L'interior està decorat sòbriament. Al nord del sahn hi ha un altre pati que condueix a la cambra del Mausoleu d'al-Jazouli: una gran cambra quadrada més alta que les estructures circumdants i decorada amb una cúpula de marc de fusta i una coberta piramidal amb teula verda visible des del carrer i típica de les institucions reials i religioses marroquines. Al costat est del mausoleu hi ha dues de les principals entrades a la zàuiya, al costat d'una font de carrer. Darrere hi ha una saleta que servia de madrassa. La resta del conjunt, al costat est, està ocupat per la casa del moqaddem (el responsable del funcionament de la zàuiya), un hospici per a pelegrins i una gran midha (casa d'ablucions) amb una conca central i 14 latrines.

### El cementeri i el mausoleu sadita
Segons un procés semblant a l'observat uns segles abans a prop de la Zàuiya de Sidi Bel Abbés, la creació de la zàuiya incorporà un petit cementeri al llarg del flanc occidental (separat de la cambra del Mausoleu d'al-Jazouli), que també servia de primer lloc de sepultura de la dinastia sadita a Marràqueix (abans de la creació de les Tombes sadites de la Casba). Poc després de l'assassinat de Mahàmmad aix-Xaykh per part dels otomans el 1557, el seu germà Ahmad al-'Araj també va ser assassinat, juntament amb tots els seus possibles hereus masculins, i això permeté a Mulay Abd-Al·lah al-Ghàlib l'accés al poder sense contestació. Després d'un temps, Ahmad i els seus fills foren enterrats a prop del mausoleu d'al-Jazouli per iniciativa de l'erudit Abu 'Amru al-Qastali al-Murrakushi. Segons la inscripció de la làpida, la seua filla Aixa va construir el mausoleu amb cúpula, conegut com Qubba al-Ashraf, sobre la seua tomba. La seua làpida, tallada en marbre negre, va desaparéixer poc després del 1946. Es creu que una altra làpida del mausoleu és la del pare d'Ahmad, Muhàmmad al-Qàïm (també conegut com al-Qa'im bi-'Amrillah), tot i que això no estiga pas confirmat per cap inscripció. El mausoleu forma una sola cambra de rajola amb una cúpula sobre una base octogonal. A dins, els murs superiors de la cambra contenen arabescs i motius epigràfics tallats en guix.